# استئصال الطحال
استئصال الطحال (بالإنجليزية: Splenectomy)‏ هي عملية جراحية تؤدي لإزالة كل أو جزء من الطحال.

## دواعي التدخل الطبي
الطحال في بُنيتِه مُمَاثِل للغدد الليمفاوية، وهو يَعمل على تنقية الدم. المعرفة الحاليّة لطبيعَة عمل الطحال هي إزالة كريات الدم الحمراء القديمة والصفائح الدموية، وكشف ومكافحة بعض أنواع البكتيريا. ومن المعروف أيضاً أن يعمل كموقِع لتطوير خلايا الدم الحمراء الجديدة القادمة من الخلايا الجذعية المكونة للدم، وخصوصاً في الحالات التي يكون فيها نخاع العظم، ومواقع إنتاج الدم قد أصيبت بمرض أو اضطراب مثل اللوكيميا. يتوسع حجم الطحال بسبب ظروف مُختلفة مثل الملاريا وكثرة الوحيدات العدوائية، والأكثر شيوعاً سرطان الأوعية اللمفاوية، مثل الورم اللمفي واللوكيميا.
- ويتم إزالته في ظل الظروف التالية:

1. عندما يُصبح حجم الطحال كبير جداً بحيث يُصبح مدمراً للصفائح وكريات الدم الحمراء.
2. تشخيص معين للأورام اللمفاوية.
3. بعض حالات الطحال السائب.
4. عندما يتم تدمير الصفائح الدموية في الطحال نتيجة المناعة الذاتية، مثل فرفرية قليلة الصفيحات مجهولة السبب.
5. نزيف الطحال نتيجة صدمات جسدية.
6. تمزق الطحال
7. العِلاج طويل الأجل للبورفيريا (CEP)، إذا تطور فقر الدم الانحلالي.[2]
8. انتشار سرطان المعدة إلى أنسجة الطحال.
9. عند استخدام شريان الطحال في فرط ضغط الدم الناجم عن الأوعية الكلوية.
10. لعلاج طويل الأمد من نقص الخلقية البيروفات كيناز (PK).

## الآثار الجانبية
يُسبب استئصال الطُحال زيادة خطر تسمم الدم بسبب الكائنات الحية الدقيقة مثل (المكورات الرئوية والمستدميات النزلية)، لذلك غلى المريض الذي خَضع لإزالة الطحال أن يحصل على لقاح المكورات الرئوية ولقاح المستدميات النزلية، ولقاح المُكَوَّراتِ السِّحائيَّة. هذه البكتيريا غالباً ما تُسبب التهاب في الحَلّق تحت الظروف العادية، ولكن بإصابة البكتيريا بعد استئصال الطُحال لا يمكن إنتاج أوبسونين على نحو كاف، وتُصبح الإصابة أكثر شدة.
يُمكن حدوث زيادة بخلايا الدم البيضاء في الدم بعد استئصال الطحال. وقد يرتفع عدد الصفائح الدموية بعد استئصال الطحال لمستويات عالية بشكل غير طبيعي، تؤدي لزيادة خطر الإصابة بالجلطة. وهناك أيضاً تخمينات بأن المرضى بعد استئصال الطحال قد يكونوا مُعرضين لمَخاطر مرض السكري في وقت لاحق. وقد تؤدي ايضاً لكثرة العدلات (زيادة أعداد الخلايا المتعادلة في الدم). مرضى استئصال الطحال تحتوي أجسامهم عادةً أجسام هاول-جولي. وبشكل أقل شيوعاً أجسام هينز في الدم. أجسام هاينز عادةً ما تكون موجودة في إنزيم G6PD (نازعة الهيدروجين جلوكوز 6 فوسفات) وأمراض الكبد المزمنة.